# Brązowa plamistość gruszy

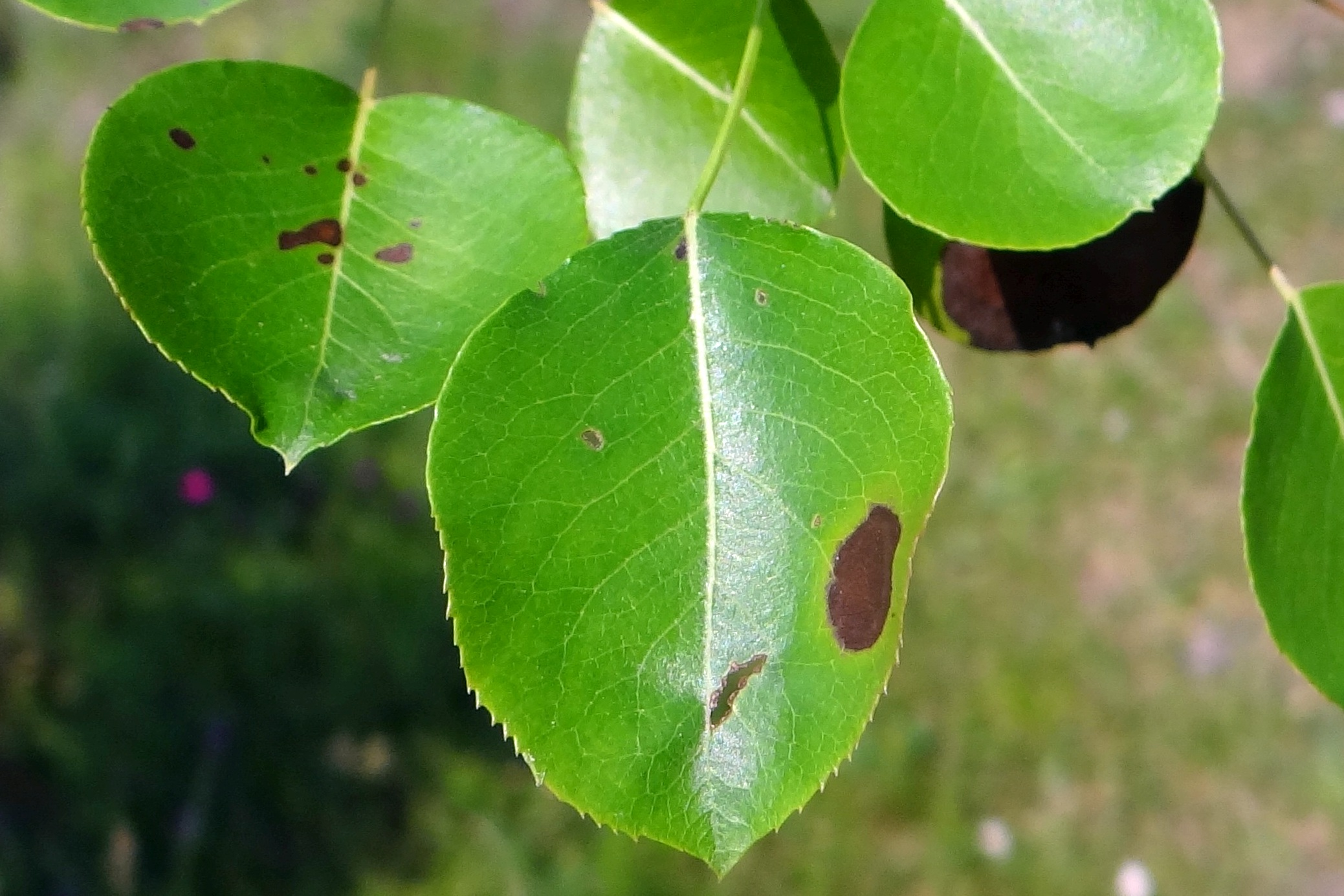
Objawy na liściach

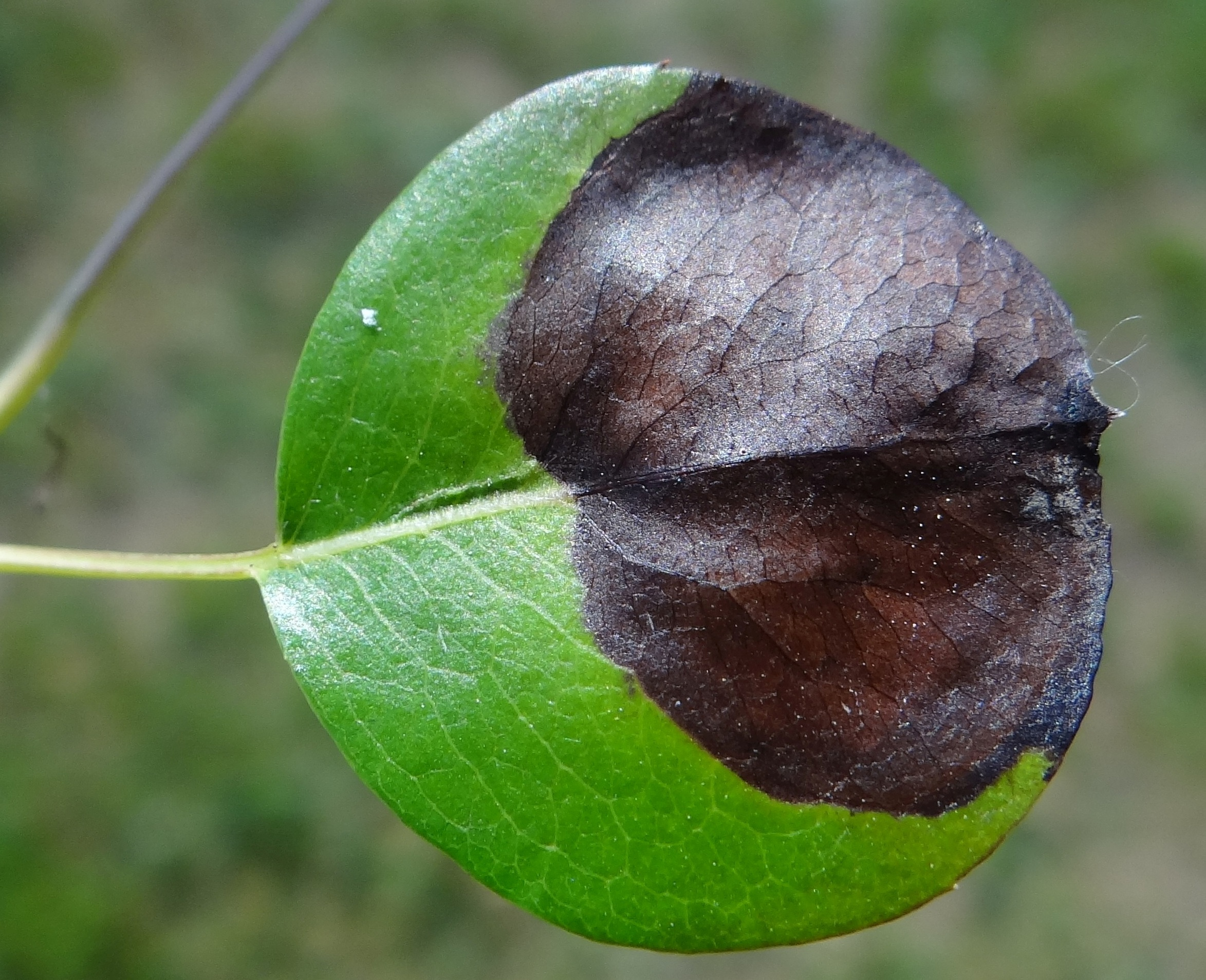

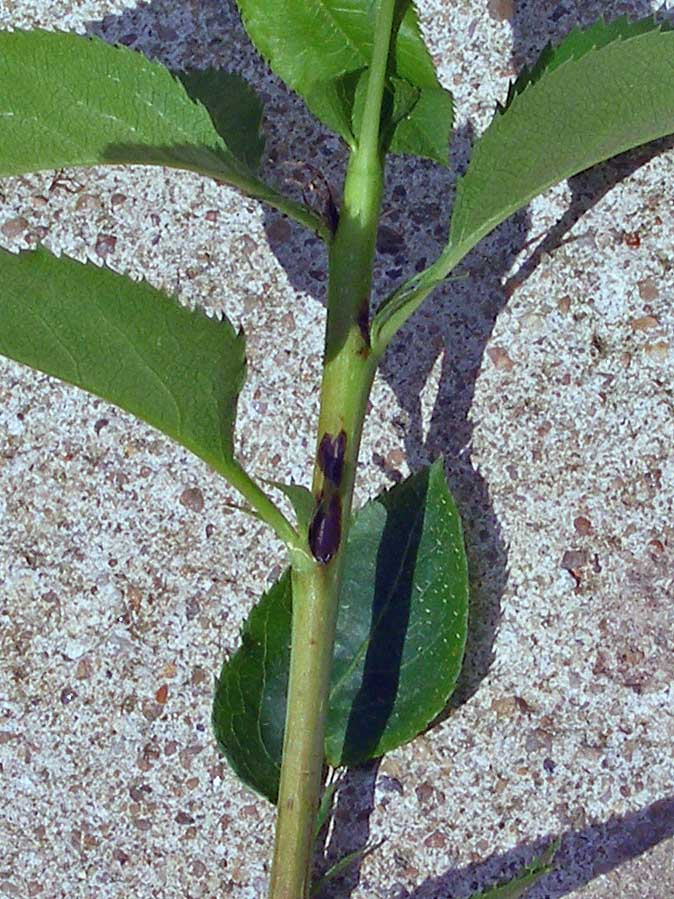
Zmiany na pędzie gruszy

Brązowa plamistość gruszy lub brązowa plamistość liści gruszy (ang. pear brown spot) – grzybowa choroba gruszy wywołana przez Stemphylium vesicarium.

## Występowanie i objawy
Jest to niedawno opisana nowa choroba gruszy. W Europie po raz pierwszy odnotowano jej pojawienie się w 1975 r. w Region Emilia-Romania we Włoszech na gruszy ‘Abate’. W 1984 roku chorobę wykryto w Katalonii w Hiszpanii na gruszkach ‘Passe Crassane’ i 'Konferencja'. Później odnotowano jej wystąpienie również w innych krajach Europy. W ciągu ostatnich 10 lat w Europie znaczenie choroby wzrosło, a obecnie przewidywana jest podobna lub nawet większa częstośćwystępowania niż parch jabłoni. Epidemie mogą być ciężkie, w zależności od roku i powierzchni porażonych plantacji gruszek, straty globalne mogą wynosić od 1 i 10% całkowitej produkcji, pomimo zastosowanych środków kontroli. Jeżeli w pierwszym roku pojawienia się choroby spadek plonu wyniesie 5 do 10%, to w następnym może wynieść nawet 90%.
Objawy choroby pojawiają się na owocach, liściach, ogonkach liściowych i gałązkach. Na owocach pierwsze objawy pojawiają się już w momencie zawiązywania się zawiązków pod koniec maja, ale częściej w czerwcu. Początkowo są to okrągłe, brązowe plamki i o wymiarach 1–2 mm w metr, czasami otoczone z czerwonym obrzeżem. Na dojrzałych owocach plamy osiągają rozmiar 10–20 mm. Plamy częściej występują na górnej powierzchni i na kielichu na młodych owocach, a ich liczby rosną aż do zbiorów. Jeśli zostaną zaatakowane przez grzyby saprotroficzne (np. należące do rodzaju Alternaria), wówczas może nastąpić ich zgnilizna wewnętrzna. Od końca kwietnia do maja, ale częściej w czerwcu, pojawiają się brązowe plamki o średnicy 1–3 mm na ogonkach liściowych. Infekcje również może wystąpić na młodych gałązkach. Przy ciężkim porażeniu choroba może spowodować przedwczesne opadnięcie liści i owoców.

## Epidemiologia
Stemphylium vesicarium atakuje wiele gatunków roślin. Wśród roślin uprawnych oprócz gruszy poraża czosnek, cebulę, szparagi, lucernę, soję, mango, astra, wśród dziko rosnących liczne gatunki z rodziny wiechlinowatych (Poaceae) i bobowatych (Fabaceae).
W okresie wzrostu gruszy, wiosną i latem, grzyb tworzy formę bezpłciową (anamorfę) i w tym okresie powoduje straty ekonomiczne. Forma płciowa (teleomorfa) jest saprotrofem. Występuje jesienią i zimą, kiedy patogen zimuje w postaci pseudotecjów w resztkach roślinnych. Pseudotecja rozwijają się w warunkach wysokiej wilgotności względnej (>98%). Optymalna temperatura do ich rozwoju wynosi 10–15 °C. Tempo ich dojrzewania pseudotecja zmniejsza się w 5 °C, a nie dojrzewają w temperaturze 25 °C lub wyższej. Pierwsze dojrzałe pseudotecja pojawiają się od połowy grudnia do końca lutego, a większość pseudotecjów jest całkowicie dojrzała od połowy stycznia do końca kwietnia. Askospory uwalniają się od lutego do początku czerwca, w zależności od warunków środowiskowych.
Po zainfekowaniu gruszy, grzybnia w sezonie wegetacyjnym wytwarza bezpłciowe zarodniki konidialne. Uwalniane są tylko podczas deszczu lub rosy. Maksymalna ilość uwolnionych konidiów wiąże się z długimi okresami wilgotności (powyżej 10 godzin na dobę) i temperaturą powietrza od 15 do 25 °C. Jednak produkcję konidiów S. vesicarium rzadko obserwowano na zainfekowanych liściach i owocach na drzewach w okresie sezonu wegetacyjnego. Konidia są natomiast obficie produkowane na martwych liściach gruszy i przez wiele gatunków traw, dlatego jest prawdopodobne, że źródłem konidiów unoszących się w powietrzu i infekcji obserwowanych w okresie letnim jest dno sadu.
Do zainicjowania kiełkowania konidiom potrzebna jest woda. Niezbędny do zainfekowania rośliny minimalny czas zwilżenia wynosi 6 godz., optymalna temperatura do infekcji 20–25 °C. Obserwacje w Hiszpanii wykazały, że w większości przypadków wilgotność spowodowana nocną rosą była wystarczająca do wykiełkowania zarodników. Optymalna temperatura kiełkowania wynosi 15–32 °C. W optymalnych warunkach połowa konidiów kiełkuje w ciągu 1 godziny

## Ochrona
Są duże różnice w podatności odmian. Najbardziej podatne na brązową plamistość są odmiany ‘Kajzer’ i 'Rocha', najmniej podatne lub odporne są odmiany ‘Williams’, ‘Blanquilla’, ‘Bera Hardy’, ‘Louis Bonne’, ‘Grand Champion’, ‘Highland’.
Brązową plamistość liści gruszy zwalcza się profilaktycznie fungicydami, stosowanymico 7 do 14 dni. Najczęściej używane fungicydy to ditiokarbaminiany (thiram, mankozeb), dikarboksyimidy oraz strobiluryny (krezoksym metylowy, trifloksystrobina). Inne fungicydy, które mogą mieć zastosowanie: kaptan, chlorotalonil, tolifluanid, tebukonazol, fludioksynil i difenokonazol. Zastosowanie fungicydów w okresie gdy choroba się już pojawi nie przynosi skutku. Grzyb zdążył bowiem już rozbudować grzybnię i wytworzyć mykotoksyny powodujące obumieranie tkanek liścia. Fungicydy stosuje się od momentu opadania płatków kwiatów i kończy na kilka dni przed zbiorami. Standardowo opryskiwania wykonuje się w odstępach 7–14 dni (w zależności od pogody). Okres opryskiwania trwa 5-6 miesięcy i aby uzyskać akceptowalny poziom zmniejszenia objawów, trzeba w tym czasie wykonać 15-25 opryskiwań.